# 埃奇菲尔德 (南卡罗来纳州)
埃奇菲尔德（英文：Edgefield），是美国南卡罗来纳州下属的一座城市。城市类型是“Town”。其面积大约为4.3平方英里（11.13平方公里）。根据2010年美国人口普查，该市有人口4,750人，人口密度约为每平方 英里1,104.91人（约合每平方公里426.62人）。